# Netelia nigricornis
Netelia nigricornis är en stekelart som beskrevs av Horstmann 1981. Netelia nigricornis ingår i släktet Netelia och familjen brokparasitsteklar. Inga underarter finns listade i Catalogue of Life.